# Vem tror du att du är? (USA)
Vem tror du att du är? (Who do you think you are?) är en amerikansk dokumentärserie – baserad på den ursprungliga BBC-serien med samma namn – som sändes på NBC under mars och april 2010. Den 5 april 2010 beställde NBC en andra säsong.

## Medverkande
| Nr | Sändningsdatum | Huvudperson          |
| -- | -------------- | -------------------- |
| 1  | 5 mars 2010    | Sarah Jessica Parker |
| 2  | 12 mars 2010   | Emmitt Smith         |
| 3  | 19 mars 2010   | Lisa Kudrow          |
| 4  | 26 mars 2010   | Matthew Broderick    |
| 5  | 2 april 2010   | Brooke Shields       |
| 6  | 23 april 2010  | Susan Sarandon       |
| 7  | 30 april 2010  | Spike Lee            |

| Nr | Sändningsdatum   | Huvudperson      |
| -- | ---------------- | ---------------- |
| 1  | 4 februari 2011  | Vanessa Williams |
| 2  | 11 februari 2011 | Tim McGraw       |
| 3  | 18 februari 2011 | Rosie O'Donnell  |
| 4  | 25 februari 2011 | Kim Cattrall     |
| 5  | 4 mars 2011      | Lionel Richie    |
| 6  | 25 mars 2011     | Steve Buscemi    |
| 7  | 1 april 2011     | Gwyneth Paltrow  |
| 8  | 8 april 2011     | Ashley Judd      |

## Sändningar
Programmet har sänts på SVT med svensk undertext. Den första säsongen gavs ut på DVD i Australien den 12 augusti 2010. där de sänts på Nine Network Programmet har även sänts i Irland på RTÉ One och i Storbritannien på BBC One där man hade samma berättarröst som i den ursprungliga brittiska serien.